# Gołcza (gemeente)
De gemeente Gołcza is een landgemeente in het Poolse woiwodschap Klein-Polen, in powiat Miechowski.
De zetel van de gemeente is in Gołcza.
Op 31 sierpnia 2006, telde de gemeente 6476 inwoners.

## Oppervlakte gegevens
In 2002 bedroeg de totale oppervlakte van gemeente Gołcza 90,27 km², waarvan:
- agrarisch gebied: 87%
- bossen: 7%

De gemeente beslaat 13,34% van de totale oppervlakte van de powiat.

## Demografie
Stand op 30 juni 2004:
| Omschrijving                   | Totaal | Totaal | Vrouwen | Vrouwen | Mannen | Mannen |
| ------------------------------ | ------ | ------ | ------- | ------- | ------ | ------ |
| eenheid                        | aantal | %      | aantal  | %       | aantal | %      |
| inwoners                       | 6323   | 100    | 3152    | 49,8    | 3171   | 50,2   |
| bevolkingsdichtheid (inw./km²) | 70     | 70     | 34,9    | 34,9    | 35,1   | 35,1   |

In 2002 bedroeg het gemiddelde inkomen per inwoner 1150,56 zł.

## Administratieve plaatsen (sołectwo)
Adamowice, Buk, Chobędza, Cieplice, Czaple Małe, Czaple Wielkie, Gołcza, Kamienica, Krępa, Laski Dworskie, Maków, Mostek, Przybysławice, Rzeżuśnia, Szreniawa, Trzebienice, Ulina Mała, Ulina Wielka, Wielkanoc, Wysocice, Zawadka, Żarnowica.

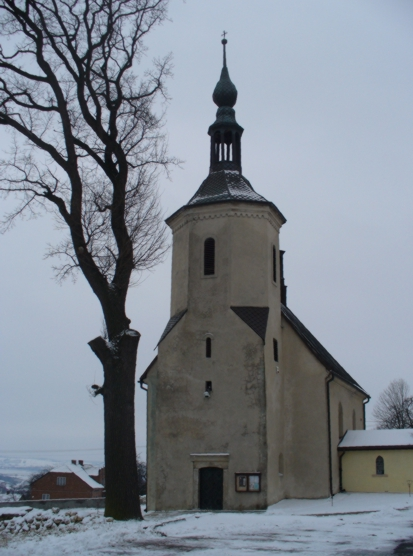
Czaple Wielkie
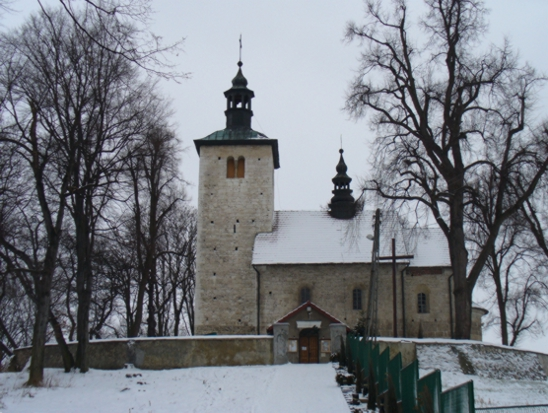
Wysocice

## Aangrenzende gemeenten
Charsznica, Iwanowice, Miechów, Skała, Słomniki, Trzyciąż, Wolbrom